# Robert Allen Fenwick Thorp
Robert Allen Fenwick Thorp, britanski general, * 1900, † 1966.